# Jamshedpur FC
Jamshedpur Football Club ist eine Fußballmannschaft aus Indien, die aktuell in der höchsten Liga des Landes, der Indian Super League, spielt. 

## Stadion

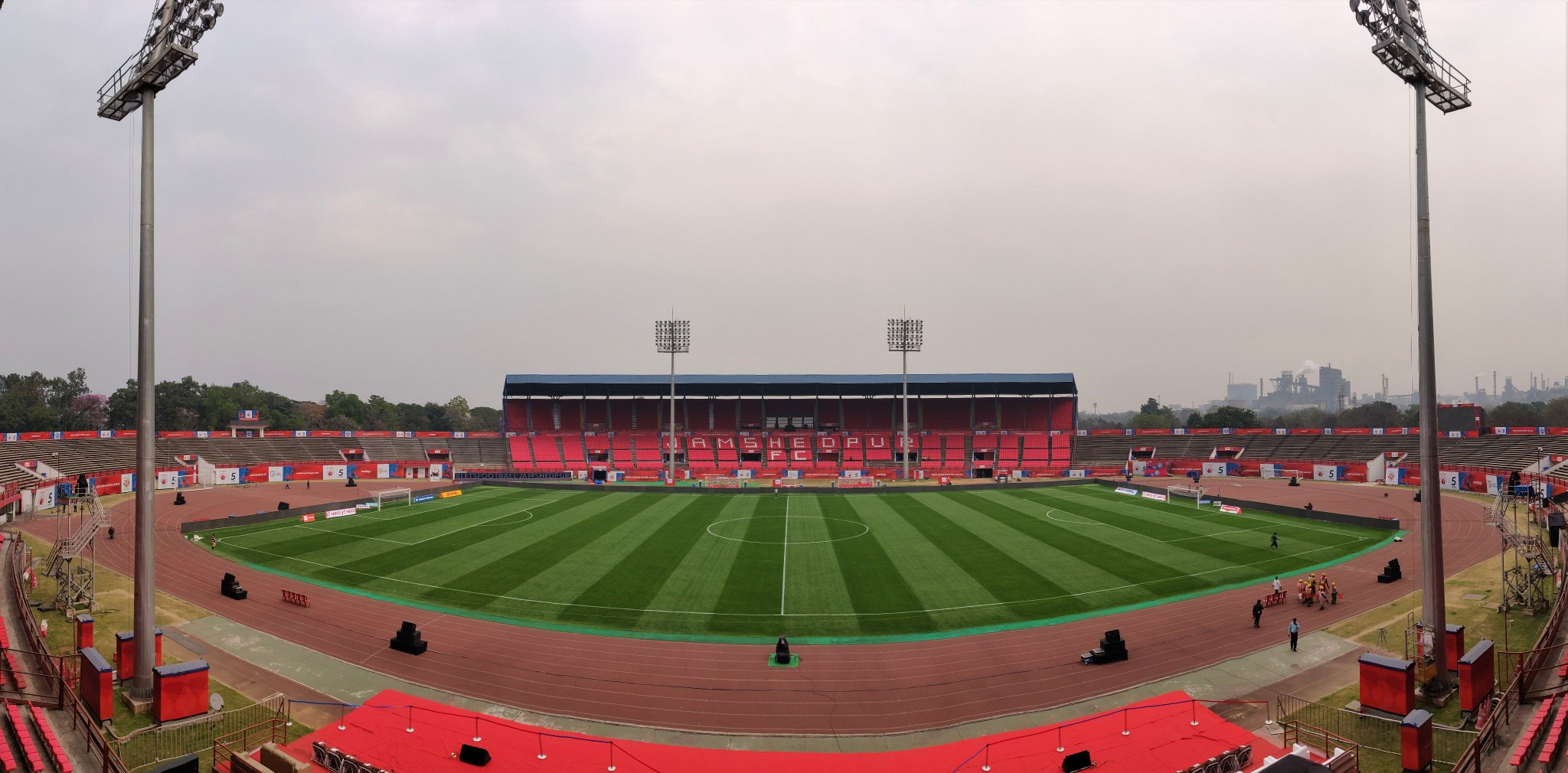
JRD Tata Sports Complex

Der Verein trägt seine Heimspiele im vereinseigenen JRD Tata Sports Complex in Jamshedpur aus. Jamshedpur FC ist der erste Verein in der ISL, der über ein eigenes Stadion sowie den dazugehörigen Einrichtungen verfügt. Das Stadion hat ein Fassungsvermögen von 24.424 Zuschauern.
Koordinaten: 22° 48′ 21,7″ N, 86° 11′ 36,7″ O

## Spieler
(Stand: November 2019)
| Nr. |         | Position | Name                                  |
| --- | ------- | -------- | ------------------------------------- |
| 1   | Indien  | TW       | Subrata Paul                          |
| 3   | Indien  | AB       | Augustin Fernandes                    |
| 4   | Spanien | AB       | Tiri (Mannschaftskapitän)             |
| 5   | Indien  | AB       | Narender Gahlot                       |
| 6   | Spanien | MF       | Aitor Monroy Rueda                    |
| 7   | Spanien | ST       | Piti                                  |
| 8   | Indien  | MF       | Amarjit Singh Kiyam                   |
| 9   | Spanien | ST       | Sergio Castel (Leihe Atlético Madrid) |
| 10  | Indien  | ST       | Aniket Jadhav                         |
| 11  | Spanien | MF       | Noé Acosta                            |
| 12  | Indien  | ST       | Sumeet Passi                          |
| 13  | Indien  | TW       | Rafique Ali Sardar                    |
| 14  | Indien  | AB       | Joyner Lourenco                       |

| Nr. |           | Position | Name              |
| --- | --------- | -------- | ----------------- |
| 15  | Indien    | MF       | Mobashir Rahman   |
| 16  | Indien    | AB       | Robin Gurung      |
| 17  | Indien    | ST       | Farukh Choudhary  |
| 20  | Indien    | AB       | Keegan Pereira    |
| 21  | Indien    | MF       | Bikash Jairu      |
| 22  | Brasilien | MF       | Memo              |
| 23  | Indien    | TW       | Niraj Kumar       |
| 24  | Indien    | MF       | Issac Vanmalsawma |
| 25  | Indien    | TW       | Amrit Gope        |
| 27  | Indien    | AB       | Karan Amin        |
| 31  | Indien    | MF       | C. K. Vineeth     |
| 33  | Indien    | AB       | Jitendra Singh    |

## Ehemalige Spieler
| - Andre Bikey - Mario Arques - Tim Cahill - Sameegh Doutie | - Matheus Trindade - Kervens Belfort - Sergio Cidoncha - Izu Azuka | - Talla N'Diaye - Wellington Priori - Pablo Morgado - Carlos Calvo |  |

## Beste Torschützen seit 2017
| Saison    | Name               | Tore |
| --------- | ------------------ | ---- |
| 2017–2018 | Trindade Goncalves | 4    |
| 2018–2019 | Pablo Morgado      | 4    |
| 2019–2020 |                    |      |

## Trainer seit 2017
| Name            | von            | bis           |
| --------------- | -------------- | ------------- |
| Steve Coppell   | 14. Juli 2017  | 31. Mai 2018  |
| César Ferrando  | 23. Juli 2018  | 30. Juni 2019 |
| Antonio Iriondo | 26. Juli 2019  | 31. Mai 2020  |
| Owen Coyle      | 7. August 2020 | 22. März 2022 |
| Aidy Boothroyd  | 10. Juli 2022  | heute         |

## Saisonplatzierung
| Saison  | Liga                | Level | Mannschaften | Platz                                  | Indian Super Cup |
| ------- | ------------------- | ----- | ------------ | -------------------------------------- | ---------------- |
| 2017/18 | Indian Super League | 1     | 10           | 5. (PlayOffs nicht qualifiziert)       | Viertelfinale    |
| 2018/19 | Indian Super League | 1     | 10           | 5. (PlayOffs nicht qualifiziert)       | Viertelfinale    |
| 2019/20 | Indian Super League | 1     | 10           | 8. Platz (PlayOffs nicht qualifiziert) |                  |
| 2020/21 | Indian Super League | 1     | 11           | 6. Platz (PlayOffs nicht qualifiziert) |                  |
| 2021/22 | Indian Super League | 1     | 11           | Reg. Saison 1. Platz/PlayOff 3.        |                  |

## Ausrüster und Sponsoren
| Saison    | Ausrüster | Sponsor     |
| --------- | --------- | ----------- |
| 2017–2018 | Nivia     | Tata-Gruppe |
| 2018–2019 | Nivia     | Tata Steel  |
| 2019–2020 | Nivia     | Tata Steel  |